# 瓦列里·拉什金
瓦列里·费奥多罗维奇·拉什金（羅馬化：Valeriy Fyodorovich Rashkin；1955年3月14日—）是一位俄罗斯政治人物，曾于2000年至2022年担任国家杜马共产党代表。2003年3月至2021年4月任俄共中央主席团成员。

## 制裁
拉什金于2022年因俄乌战争而受到英国政府制裁。